# Alboraya
Alboraya (hiszp. wym. [alβoˈɾaʝa]), Alboraia (walenc. wym. [alβoˈɾaja]) – gmina w Hiszpanii, w prowincji Walencja, we wspólnocie autonomicznej Walencja, o powierzchni 8,34 km². W 2011 roku liczyła 23 228 mieszkańców.